# Hedwig Rieder
Hedwig Gisela Rieder (8 maart 1920 – Worb, 13 april 1978) was een Zwitserse schermster. Zij nam deel aan de Olympische Zomerspelen van 1948 en de Olympische Zomerspelen van 1952.

## Belangrijkste resultaten

### Olympische Zomerspelen
| Jaar | Plaats   | Discipline | Onderdeel  | Resultaat                                |
| ---- | -------- | ---------- | ---------- | ---------------------------------------- |
| 1948 | Londen   | schermen   | floret (v) | eerste ronde (vijfde in de zesde reeks)  |
| 1952 | Helsinki | schermen   | floret (v) | eerste ronde (vijfde in de vierde reeks) |